# Evangelisch-reformierte Kirche (Weener)

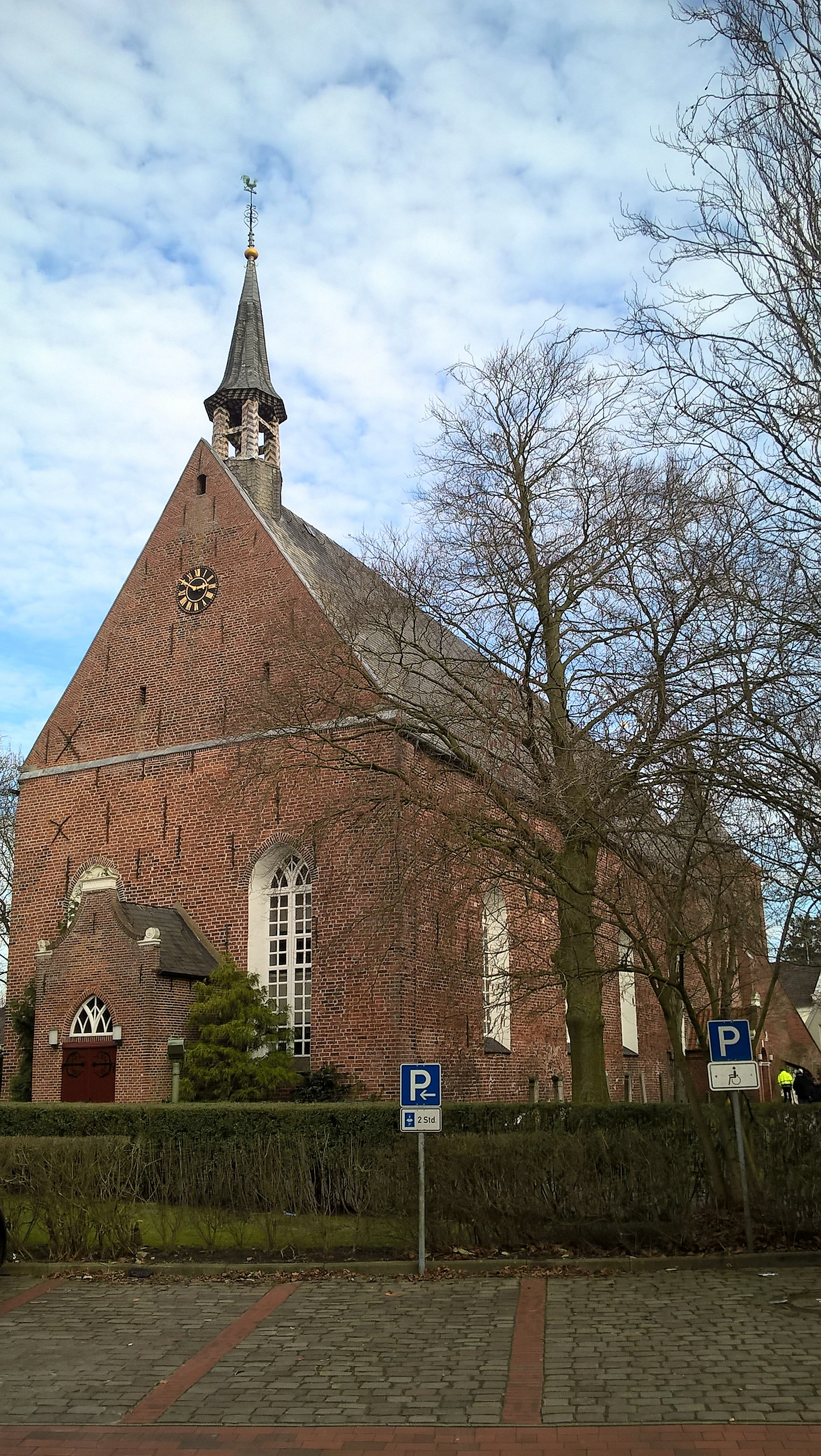
Südwestseite der Georgskirche

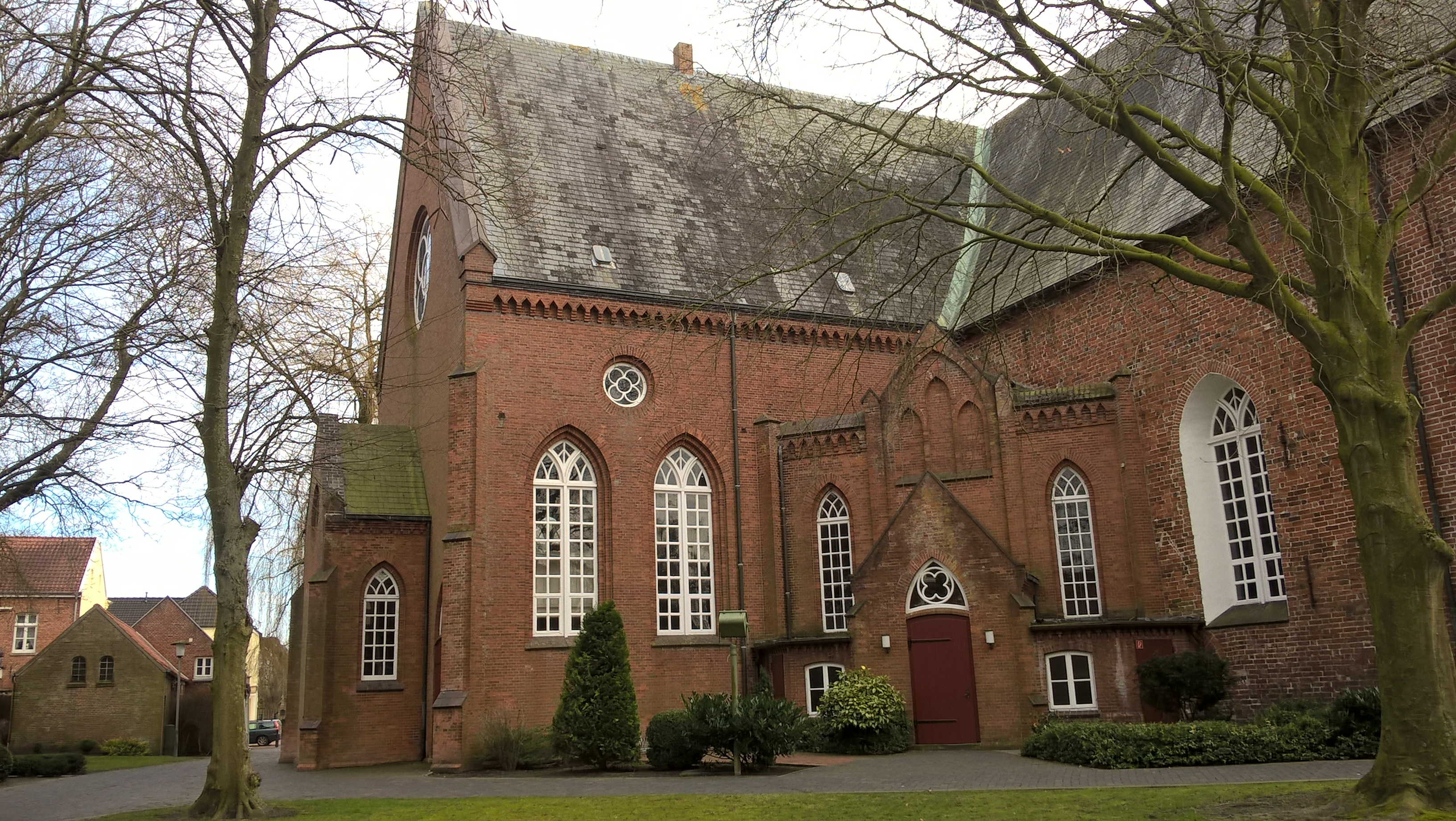
Nordanbau der Georgskirche

Die Evangelisch-reformierte Kirche in Weener im ostfriesischen Rheiderland wurde als Backsteinkirche um 1230 erbaut und im Laufe der Jahrhunderte mehrmals erweitert. Die Georgskirche erhielt im Jahr 1462 einen Chor im Stil der Gotik und 1893 ein nördliches Querschiff.

## Geschichte
Mönche aus dem Kloster Werden errichteten um 900 eine erste hölzerne Kirche auf dem heutigen Alten Friedhof neben dem Kirchturm, die Johannes dem Täufer geweiht war. Diese Johanneskirche genügte der wachsenden Bevölkerung im 13. Jahrhundert nicht mehr. Ein Burgherr stiftete die „Memmingaburg“, ein Steinhaus, das auf dem höchsten Punkt der Siedlung gelegen war und einen Erweiterungsumbau in einen Einraumsaal erfuhr. Auf diese Weise entstand um 1230 die Kirche, die dem heiligen Georg geweiht wurde. Seit dem 13. Jahrhundert bis zur Reformation war Weener Sitz einer Propstei im Bistum Münster. Als 1467 die Hälfte der Propstei Hatzum Weener zugeschlagen wurde, wurde die andere Hälfte mit der Marien- und Sebastiansvikarie vereint, sodass in Weener zwei Pröpste amtierten. Weener stieg auf diese Weise zum kirchlichen Mittelpunkt des damaligen Rheiderlands auf. Im Zuge der Reformation wechselte die Kirchengemeinde wahrscheinlich bereits im Jahr 1524 unter ihrem Pastoren Johannes Schulte(n) zum reformierten Bekenntnis.

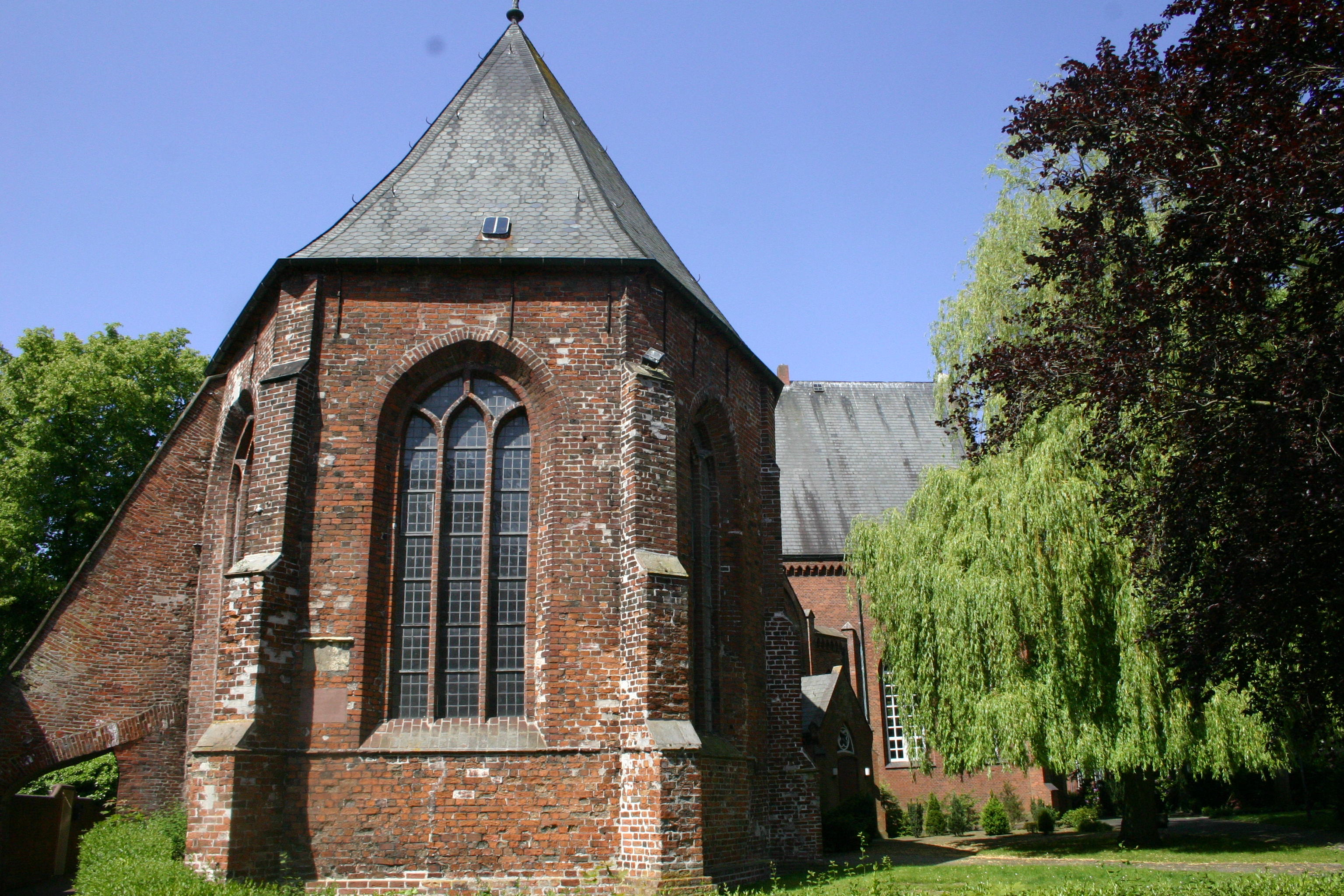
Chor mit Stützpfeiler

Der Chor wurde 1462 als Stiftung Ulrichs I. erbaut. Der Münsteraner Bischof ließ 1492 Weener mitsamt der Kirche plündern und niederbrennen, wodurch das Gebäude erheblichen Schaden erlitt und die gesamte Inneneinrichtung verloren ging. Beim Wiederaufbau wurde die Deckenhöhe des niedrigen Schiffs an den Chor angepasst und eine Holzbalkendecke eingezogen. Im Jahr 1600 schenkte Graf Enno III. der Gemeinde die Glocke aus dem Kloster Sielmönken, die Arnt  van Wou 1508 gegossen hatte. Im 17. Jahrhundert wurden verschiedene Einrichtungsgegenstände wie Kanzel und Abendmahlstisch gestiftet. Die mittelalterliche Ausstattung im Chor wie Altar und Taufstein sowie das Sakramentshaus blieb bis 1777 erhalten.
Nachdem man 1765 erfolglos versucht hatte, das Chorgewölbe durch einen Strebepfeiler abzustützen, zog man im Kirchenschiff ein hölzernes Tonnengewölbe ein, das 1780 auch auf den Chor erweitert wurde, nachdem man dort das Steingewölbe abgebrochen hatte. In diesem Zug wurde der gotische Lettner abgebrochen, die Orgel weiter östlich vor den Chorraum zurückversetzt und der große spitzbogige Triumphbogen zwischen Schiff und Chor neu aufgeführt. Eine angrenzende Gerkammer (Sakristei), die als Ort für Bürgerversammlungen und auch der Lateinschule diente, wurde im Jahr 1786 abgerissen. Die alte Innentreppe der nördlichen Chorwand, die den Aufstieg zur Gerkammer ermöglichte, blieb erhalten und dient seit den 1970er Jahren als Zugang zur Balgempore der Schnitgerorgel. Harald Vogel vermutet, dass diese Innentreppe ursprünglich zu einer Chororgel führte und der Anbau als Balgraum diente; unter dem Gewölbeansatz im Chor ist noch eine Nische erkennbar. 1893 wurde die Kirche an der Nordseite durch ein Querschiff zur heutigen T-förmigen Gestalt erweitert.
Von 1970 bis 1972 wurde die Kirche grundlegend saniert. Währenddessen fanden die Gottesdienste in der lutherischen Erlöserkirche statt. Es erfolgte der Einbau einer neuen Heizung und eines neuen Fußboden aus Wesersandsteinplatten, die im Bereich des alten Langschiffs 30 cm tiefer in der Höhe des ersten Fußbodens verlegt wurden. Ein schmaler rundbogiger Durchbruch in der nördlichen Chorwand und eine neue Verbindungstreppe zur alten Innentreppe ermöglichen seitdem den Zugang zur Balgempore der Orgel. Dadurch wurde die alte Holztreppe abgelöst. Die Kanzel wurde durch einige zusätzliche Treppenstufen um etwa einen Meter erhöht. Die abgängigen Chorfenster wurden saniert und die Decke im Chorraum erneuert. Hier fanden alte Grabplatten in chronologischer Reihenfolge ihren Aufstellungsort. Schließlich erhielten Schiff und Chor eine neue Farbfassung.

## Baubeschreibung

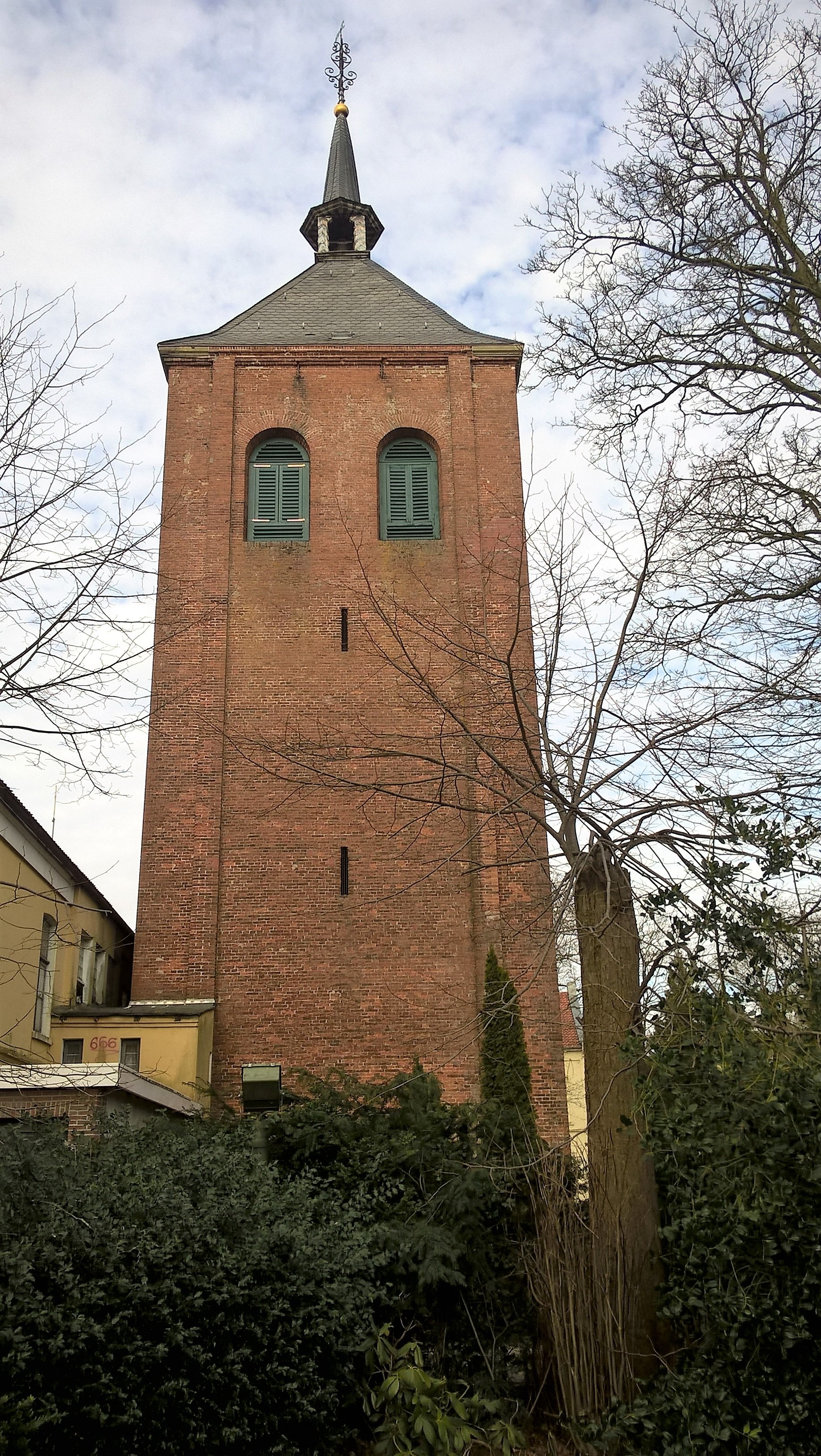
Kirchturm von Süden

Von der ursprünglichen romanischen Gestalt des schlichten, flachgedeckten Apsissaals sind nur noch die Reste des Frieses, die rundbogigen Fenster und die zugemauerten Portale zu erkennen. Als Ersatz für die Apsis wurde 1462 der polygonale gotische Chor nach dem Vorbild der Groninger Martinikerk geschaffen, der durch drei große spitzbogige Fenster mit Maßwerk Licht erhält. Die Dienste und Reste vom gotischen Gewölbeansatz zeugen noch vom ursprünglichen Chorgewölbe. Heute ist eine flache Holzbalkendecke eingezogen. Der große spitzbogige Triumphbogen ist nur vom Chorraum aus zu sehen. Durch den großzügigen Nordflügel erhält der Innenraum die Gestalt eines halben Kreuzes. Die Annexbauten zwischen dem mittelalterlichen Langhaus und dem nördlichen Anbau aus dem Jahr 1893 sind durch große Rundbögen mit den Schiffen verbunden. Ihre äußere Gestaltung ist mit den Spitzbogenfenstern, dem Fries und dem gestaffelten Blendwerk neugotisch.
Zum Friedhof führt südöstlich vor der Kirche zwischen zwei benachbarten Häusern ein Portal mit geschweiftem Giebel und Korbbogen aus dem Jahr 1754. Auf der anderen Seite der Norderstraße, wo die alte Johanneskirche stand, wurde ein Glockenturm separat von der Kirche errichtet. Als dieser abgängig war, wich er dem heutigen Turm, der 1738 aus Backstein errichtet wurde. Eine Platte über dem Osteingang trägt die Bauinschrift: „MET DEZEN TOREN IS BEGONNEN TE BAUWEN ANNO 1738 DEN 3 MAY ALS HINRICH MESCHER EN HINRICH MOERKRAMER KERK VOOGDEN WAREN“. Er ist durch Lisenen gegliedert, mit kleinen rundbogigen Schallarkaden versehen und wird durch einen Pyramidenhelm mit hölzerner Laterne abgeschlossen. Die älteste Glocke datiert von 1477.

## Ausstattung

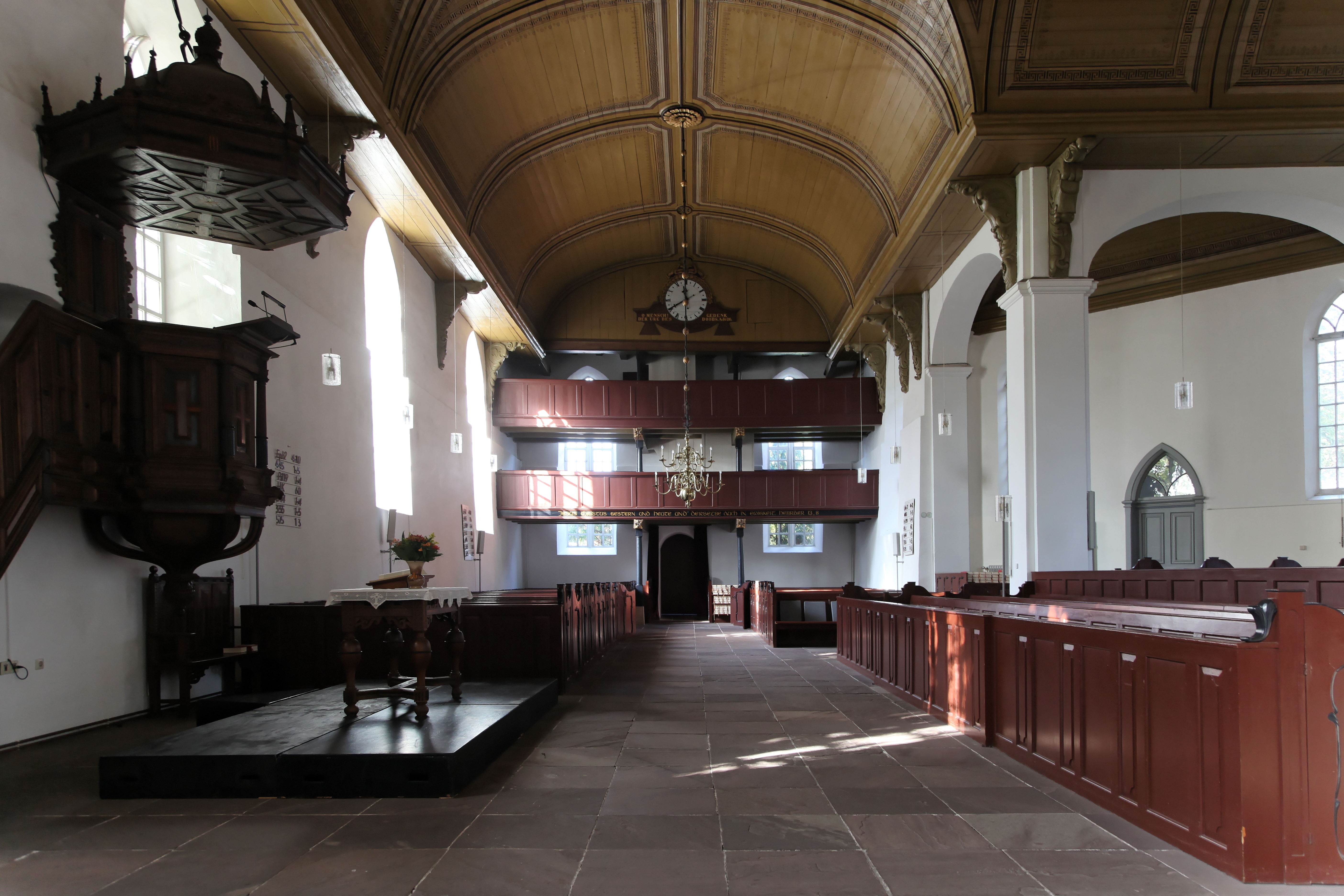
Langhaus Richtung Westen

Langhaus und Nordflügel sind durch ein Holztonnengewölbe auf kräftigen Konsolen abgeschlossen. Eine hölzerne Wand trennt den Chor vom Schiff ab. An der Westseite ist eine Doppelempore eingebaut. Die Kanzel aus dem Jahr 1649 im Stil der Spätrenaissance ist mit Beschlagwerk-Ornamenten, ionischen Ecksäulen auf Löwenköpfen und profilierten Kissenfüllungen in den Feldern reich verziert und mit einem sechseckigen Schalldeckel versehen. Der Abendmahlstisch mit Balusterfüßen und die Abendmahlsbank unter der Kanzel stammen aus der ersten Hälfte des 17. Jahrhunderts. An der Uhr der westlichen Wand ist die Jahreszahl 1626 zu lesen. Im Jahr 1633 wurde ein Messingleuchter gestiftet, auf dem Symbole der Seefahrt zu sehen sind: Nixen, Schatztruhen, Herolde und Seelöwen. Das barocke Kastengestühl mit Türen ist auf die Kanzel an der Südwand ausgerichtet, ebenso wie der angebaute Seitenflügel, wodurch die Kirche den Charakter eines Zentralbaus erhält. Unter der Orgel weist das Eichengestühl von 1640 geschnitzte Wangen auf. In der Kirche sind die ältesten datierten Grabplatten Ostfrieslands aus romanischer und gotischer Zeit erhalten. Auf vier Fragmenten ist wahrscheinlich Propst Tammo (1439–1464/65) dargestellt, auf einem anderen Epitaph ist der Name Laduic Jacobus und sein Todesjahr 1342 eingeritzt. Zu den Vasa Sacra gehören Becher aus den Jahren 1623 uns 1624, aus dem 17. Jahrhundert und von 1858 sowie je zwei Brotteller von 1844 und 1903.

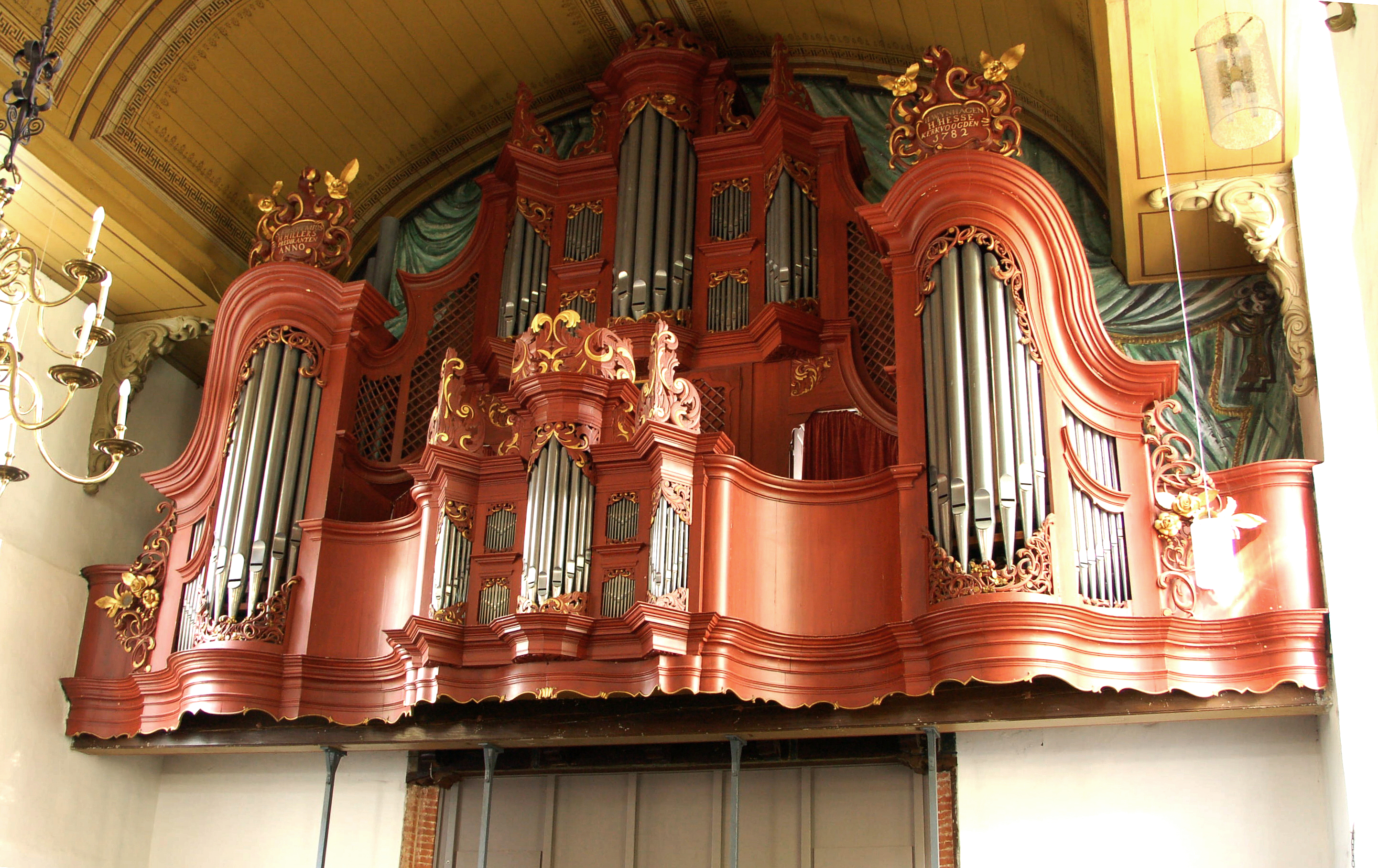
Prospekt mit Rückpositiv der Schnitger-Orgel von 1710

Die überregional bedeutende Schnitger-Orgel wurde von Arp Schnitger und seinen Söhnen im Jahr 1710 auf der neu errichteten Ostempore vor dem Chor gebaut und 1782 von Johann Friedrich Wenthin mit frei stehenden Pedaltürmen in einem Rokoko-Gehäuse erweitert. Auch die Emporenbrüstung und der gemalte Vorhang hinter der Orgel wurden zu dieser Zeit geschaffen. Nach weiteren Umbauten und Restaurierungen verfügt die Orgel über 29 Register auf zwei Manualen und Pedal. Außerdem befindet sich ein Positiv von Hendrik Jan Vierdag mit vier Registern in der Kirche.